# Nodipecten magnificus
Nodipecten magnificus es una especie de bivalvo de la familia Pectinidae. 

## Distribución
Es endémica de Ecuador.